# De Gooyer
Le moulin De Gooyer est le nom d'un moulin à galerie situé à Amsterdam entre la Sarphatistraat et la Singelgracht sur le quai Funen. L'envergure du moulin est de 26,6 m.
Ce moulin est le dernier d'un important groupe de moulins à blé implantés entre le XVIIe siècle et la fin du XIXe siècle sur les remparts extérieurs du Singelgracht. À l'époque cette situation, à la périphérie de la ville, était idéale, ils bénéficiaient ainsi de suffisamment de vent. Les derniers moulins de ce groupe à l'exception du De Gooyer ont été démolis vers 1900.
Le moulin d'origine fut construit au XVIe siècle. Il fut ensuite plusieurs fois déplacé et détruit. En 1725 il fut reconstruit à l'actuel emplacement de la caserne Orange Nassau. Enfin en 1814, le moulin est à nouveau déplacé et reconstruit au quai de Funen sur les fondations  d'un moulin à eau détruit en 1812.
Le moulin perdit ses ailes pendant une tempête le 13 novembre 1972. Celles-ci furent replacées quelques années plus tard, à l'occasion d'une restauration.
Le moulin est propriété de la ville d'Amsterdam et n'est pas visitable. Au pied du de ce moulin, un ancien bâtiment de bains publics abrite aujourd'hui une brasserie artisanale, la Brouwerij 't IJ.
Le moulin doit son nom au fait qu'il offre une vue imprenable sur le paysage de la région nommée Het Gooi.